# Saint-Floxel
Saint-Floxel és un municipi francès situat al departament de la Manche i a la regió de Normandia. L'any 2007 tenia 422 habitants.

## Demografia

### Població
El 2007 la població de fet de Saint-Floxel era de 422 persones. Hi havia 160 famílies de les quals 36 eren unipersonals (24 homes vivint sols i 12 dones vivint soles), 44 parelles sense fills, 76 parelles amb fills i 4 famílies monoparentals amb fills.
La població ha evolucionat segons el següent gràfic:
Habitants censats

### Habitatges
El 2007 hi havia 179 habitatges, 162 eren l'habitatge principal de la família, 7 eren segones residències i 9 estaven desocupats. 175 eren cases i 1 era un apartament. Dels 162 habitatges principals, 138 estaven ocupats pels seus propietaris, 22 estaven llogats i ocupats pels llogaters i 2 estaven cedits a títol gratuït; 1 tenia una cambra, 2 en tenien dues, 29 en tenien tres, 40 en tenien quatre i 91 en tenien cinc o més. 127 habitatges disposaven pel capbaix d'una plaça de pàrquing. A 74 habitatges hi havia un automòbil i a 78 n'hi havia dos o més.

### Piràmide de població
La piràmide de població per edats i sexe el 2009 era:
| Homes | Edats   | Dones |
| ----- | ------- | ----- |
| 0     | 95 o +  | 0     |
| 0     | 90 a 94 | 0     |
| 4     | 85 a 89 | 8     |
| 4     | 80 a 84 | 4     |
| 4     | 75 a 79 | 4     |
| 16    | 70 a 74 | 8     |
| 12    | 65 a 69 | 12    |
| 4     | 60 a 64 | 16    |
| 8     | 55 a 59 | 4     |
| 8     | 50 a 54 | 16    |
| 24    | 45 a 49 | 16    |
| 12    | 40 a 44 | 8     |
| 16    | 35 a 39 | 20    |
| 20    | 30 a 34 | 12    |
| 4     | 25 a 29 | 12    |
| 8     | 20 a 24 | 24    |
| 4     | 15 a 19 | 24    |
| 8     | 10 a 14 | 8     |
| 4     | 5 a 9   | 24    |
| 0     | 0 a 4   | 32    |

## Economia
El 2007 la població en edat de treballar era de 259 persones, 193 eren actives i 66 eren inactives. De les 193 persones actives 174 estaven ocupades (95 homes i 79 dones) i 19 estaven aturades (8 homes i 11 dones). De les 66 persones inactives 26 estaven jubilades, 21 estaven estudiant i 19 estaven classificades com a «altres inactius».

### Ingressos
El 2009 a Saint-Floxel hi havia 178 unitats fiscals que integraven 489,5 persones, la mediana anual d'ingressos fiscals per persona era de 17.083 €.

### Activitats econòmiques
Dels 13 establiments que hi havia el 2007, 1 era d'una empresa de fabricació d'elements pel transport, 1 d'una empresa de construcció, 7 d'empreses de comerç i reparació d'automòbils, 2 d'empreses de transport, 1 d'una empresa immobiliària i 1 d'una empresa de serveis.
Dels 4 establiments de servei als particulars que hi havia el 2009, 2 eren tallers de reparació d'automòbils i de material agrícola, 1 taller d'inspecció tècnica de vehicles i 1 fusteria.
L'any 2000 a Saint-Floxel hi havia 17 explotacions agrícoles que ocupaven un total de 306 hectàrees.

## Poblacions més properes
El següent diagrama mostra les poblacions més properes.